# Erik Rutan
Erik Rutan (New Jersey, SAD, 10. lipnja 1971.) američki je glazbenik i producent. Gitarist je i pjevač death metal-sastava Hate Eternal. Od 2020. je solo-gitarist death metal-sastava Cannibal Corpse. Također je svirao sa sastavima Morbid Angel i Ripping Corpse.
Rutan je vlasnik studija Mana Recording Studios na Floridi. Kao producent je surađivao i s grupama kao što su Cannibal Corpse, Goatwhore, Morbid Angel, Masacre, Nile, Vital Remains i Malevolent Creation. 

## Diskografija
Morbid Angel
- Domination (1995.)
- Gateways to Annihilation (2000.)

Cannibal Corpse
- Violence Unimagined (2021.)

Hate Eternal
- Conquering the Throne (1999.)
- King of All Kings (2002.)
- I, Monarch (2005.)
- Fury & Flames (2008.)
- Phoenix Amongst the Ashes (2011.)
- Infernus (2015.)
- Upon Desolate Sands (2018.)

Alas
- Absolute Purity (2001.)

Ripping Corpse
- Dreaming with the Dead (1991.)

## Producirani albumi
- Cannibal Corpse – Kill (2006.)
- Morbid Angel – Gateways to Annihilation (2000.)
- Morbid Angel – Domination (1995.)
- Morbid Angel – Entangled in Chaos (1996.)
- Cannibal Corpse – Torture (2012.)
- Cannibal Corpse – Violence Unimagined (2021.)
- Hate Eternal – Upon Desolate Sands (2018.)
- Goatwhore – A Haunting Curse (2006.)
- Hate Eternal – Infernus (2015.)
- Cannibal Corpse – Red Before Black (2017.)
- Hate Eternal – I, Monarch (2005.)
- Nile – Those Whom the Gods Detest (2009.)
- Masacre – Total Death (2004.)
- Hate Eternal – Phoenix Amongst the Ashes (2011.)
- Cannibal Corpse – Evisceration Plague (2009.)
- Malevolent Creation – Invidious Dominion (2010.)
- Krisiun – Forged in Fury (2015.)
- Krisiun – Conquerors of Armageddon (2000.)
- Hate Eternal – Fury & Flames (2008.)
- Hate Eternal – King of All Kings (2002.)
- Hate Eternal – Conquering the Throne (1999.)
- Goatwhore – Blood for the Master (2012.)
- Goatwhore – Carving Out the Eyes of God (2006.)
- Goatwhore – Constricing Rage of the Merciless (2014.)